# Utdata

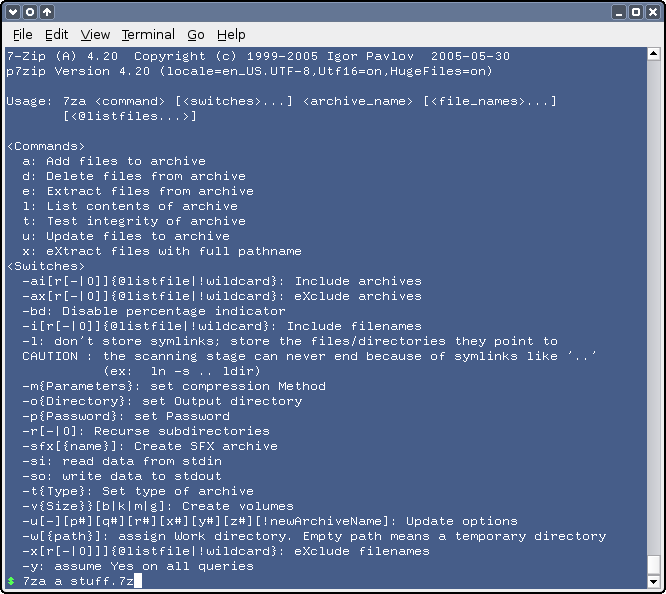
Utdata

Utdata (även utvärde, engelska: output) är observerbara signaler från ett system. Utdata är ofta behandlad indata (stimuli) som har genomgått en databehandlingsprocess.